# 塩山由佳
塩山 由佳（しおやま ゆか、3月20日 - ）は、日本の女性声優、ナレーター。兵庫県出身。青二プロダクション所属。

## 略歴
青二塾大阪校17期出身。

## 人物
趣味には美術と映画をそれぞれ観賞することを挙げている。

## 出演
太字はメインキャラクター。

### テレビアニメ
2002年
- アベノ橋魔法☆商店街（コンパニオンC）
- Kanon（第1作）（通行人、女子生徒、陸上部員）
- 最終兵器彼女（カズヤ）
- それいけ!アンパンマン（ショウ〈初代〉）
- ベイベーばあちゃん（神宮寺真雪）

2003年
- 君が望む永遠（客）
- スクラップド・プリンセス（サットン、ルース）
- ソニックX（フランシス、電車の乗客、渚の女、女性レポーター、母親B、E-91、スカーレット、フランシス〈18才〉）
- FIRESTORM（ルーシー）
- 釣りバカ日誌（キャスター、マネージャー）
- ボボボーボ・ボーボボ（2003年 - 2004年、カオリ、ラムネ）
- ONE PIECE（2003年 - 、ミュレ、看護婦〈テート〉、キウイ、オリーブ、ホワイティベイ 他）

2004年
- ウォーターシップ・ダウンのうさぎたち（ブラックベリ）
- せんせいのお時間（卒業生B）
- ちびまる子ちゃん（石原さんのお母さん）
- ゆめりあ（三栗朋子、美人ママ）

2005年
- ガイキング LEGEND OF DAIKU-MARYU（レポーター）
- SPEED GRAPHER（二子）

2006年
- 出ましたっ!パワパフガールズZ（靴店の店員）
- 流星のロックマン（2006年 - 2007年、担任の先生 他）

2007年
- DEATH NOTE（ヨッシー）
- はたらキッズ マイハム組（キャスター）

2008年
- 紅（女中1）

2010年
- ネットミラクルショッピング（女性ナレーター）

2011年
- デジモンクロスウォーズ　〜悪のデスジェネラルと七つの王国〜（マーメイモン）

2013年
- ONE PIECE エピソードオブメリー 〜もうひとりの仲間の物語〜（キウイ）

### 劇場アニメ
- ONE PIECE THE MOVIE デッドエンドの冒険（2003年、胴元の女）
- ONE PIECE 呪われた聖剣（2004年）

### OVA
2001年
- ジェネレーションオブカオス3 〜時の封印〜（レア）

2002年
- 学園都市 ヴァラノワール（バニラ）
- Kanon 特別編 「風花」（栞のクラスメイト）
- サクラ大戦 神崎すみれ 引退記念 す・み・れ（観客）

2003年
- サクラ大戦 エコール・ド・巴里（白猫ダンサーズ、特務隊）

2004年
- インタールード（菜々海かずえ）

2010年
- テイルズ オブ シンフォニア THE ANIMATION テセアラ編（アリシア・コンバティール）

2011年
- 英雄伝説 空の軌跡 THE ANIMATION（シェラザード・ハーヴェイ）

### ゲーム
2002年
- 学園都市 ヴァラノワール（バニラ）
- コロコロポストニン（あかね）
- やきとり娘〜スゴ腕繁盛記〜（麻衣）

2003年
- ヴィーナス&ブレイブス〜魔女と女神と滅びの予言〜（ミレイ）
- テイルズ オブ シンフォニア（ルナ、シルフ・セフィー、アリシア・コンバティール）
- ゆめりあ（三栗朋子）
- GENERATION OF CHAOS III 時の封印 (レア)

2004年
- イリスのアトリエ エターナルマナ（マレッタ・リクシス）
- 英雄伝説VI 空の軌跡（2004年 - 2007年、シェラザード・ハーヴェイ） - 3作品
- グリーングリーン2 恋のスペシャルサマー（川瀬真菜）

2005年
- 悪魔城ドラキュラ 蒼月の十字架（セリア・フォルトゥナ）
- グリーングリーン3 ハローグッバイ（川瀬真菜）

2006年
- アルトネリコ 世界の終わりで詩い続ける少女（クレア・ブランチ、亜耶乃・ライザー・エルデューク）
- メタルギアソリッド ポータブル・オプス（兵士）

2007年
- アルトネリコ2 世界に響く少女たちの創造詩（聆紗〈レイシャ〉・トゥルーリーワース）
- サモンナイト ツインエイジ 〜精霊たちの共鳴〜（フィクラ）
- テイルズ オブ ファンダム Vol.2（シルフ）
- BLADESTORM 百年戦争（クリスティーヌ・ド・ピサン）
- メタルギアソリッド ポータブル・オプス+（兵士）

2008年
- ヴァンテージマスターポータブル（シェラザード）
- 龍が如く 見参!

2009年
- 無限航路（トスカ・ジッタリンダ）
- 龍が如く3

2010年
- 真・三國無双 MULTI RAID 2（黄泉、西王母）

2012年
- 心霊カメラ 〜憑いてる手帳〜

2013年
- テイルズ オブ シンフォニア ユニゾナントパック（ルナ、シルフ・セフィー、アリシア・コンバティール）

2015年
- 英雄伝説 空の軌跡 FC Evolution（シェラザード・ハーヴェイ）

2018年
- 英雄伝説 閃の軌跡IV -THE END OF SAGA-（シェラザード・ハーヴェイ）

### ドラマCD
- アルトネリコ2 世界に響く少女たちの創造詩 ドラマCD Vol.4 SIDE Extra（レイシャ）
- EREMENTAR GERAD ドラマCD（アルマ・ギュルティ）
- 英雄伝説 空の軌跡 ドラマCD（シェラザード・ハーヴェイ）
  - 〜去り行く決意〜
  - 〜繋がる絆〜
  - 〜ウロボロス・レポート〜
  - 〜AC（アドバンスド・チャプター）〜
  - オリビエ物語 〜未完成の叙事詩〜
- ゼノサーガOUTER FILEVol.1 - 3（管制官）

### 吹き替え
- 裏町の聖者（メー）
- エネミーフォース（マクシーン）
- きかんしゃトーマス（メイビス、イザベラ、エミリー、黄色いスカートの女の子、子供達）※フジテレビ版
- クライムチアーズ（ハンナ）
- CSI:マイアミ
- シスター・エスカレーション
- 好きと言えるまでの恋愛猶予（シャルロット）
- ネバーエンディング・ストーリー 遥かなる冒険（ジェマ）
- パワーレンジャー・ライトスピード・レスキュー（ディナ・ミッチェル / ピンクレンジャー〈アリソン・マッキニス〉）
- ビッグ・フィッシュ（ジョセフィーン）
- レイク・オブ・ザ・デッド（レベッカ）

### ナレーション
- あるよね研究会〜何する学問? 考現学〜（フジテレビ）
- アジアの純情（フジテレビ）
- ペケ×ポンプラス 秋のナゾナゾお受験SP（フジテレビ）
- 王様のブランチ（TBS）
- ケイコとマナブChannel　〜身近な商品先物取引〜（アクトオンTV）
- 新モンド総合研究所（MONDO21）
- あしたのジョシ（サムライTV）
- ツーリングTV（インターネットTV）
- リビングファースト（インターネットTV）
- GO!GO! GyaO コーナーVTR（インターネットTV）
- 通販美人 Trend Collection（関西テレビ）
- LEE Style（BS-TBS）
- 名探偵のお弁当（AXNミステリー）
- 中居正広の金曜日のスマイルたちへ（TBS）

### その他コンテンツ
- ポンキッキーズ21（パプリン）

### シリーズ一覧
1. ↑  『英雄伝説 空の軌跡FC』（2004年）、『英雄伝説 空の軌跡SC』（2006年）、『英雄伝説 空の軌跡 the 3rd』（2007年）